# Astyanax saltor
Astyanax saltor är en fiskart som beskrevs av Travassos, 1960. Astyanax saltor ingår i släktet Astyanax och familjen Characidae. Inga underarter finns listade.